# Arthur Quassowski
Arthur Gustav Ludwig Wolfgang Quassowski (* 26. November 1858 in Kreuznach; † 17. Juni 1943 in Berlin) war ein preußischer Generalleutnant.

## Leben

### Herkunft
Er war der Sohn des Eisenbahnbezirkspräsidenten Julius Ludwig Quassowski (1824–1909).

### Militärkarriere
Nach Besuch des Gymnasiums und der Ausbildung als Kadett, wo er mit einer Selekta abschloss, wurde Quassowski 1878 als Sekondeleutnant dem Pionier-Bataillon Nr. 11 der Preußischen Armee überwiesen. 1878/80 absolvierte er die Vereinigte Artillerie- und Ingenieurschule in Charlottenburg. 1883 war er an der Fortifikation von Ulm beteiligt. 1887 diente er als Premierleutnant im Pionier-Bataillon Nr. 9 und im Infanterie-Regiment Nr. 75, 1892 als Hauptmann im Pionier-Bataillon Nr. 10 und 15. 1900 wurde Quassowski Mitglied des Ingenieurkomitees in Berlin und 1902 zum Major befördert. 1905 wurde er als Ingenieuroffizier zum Platz Mainz versetzt und 1909 zum Oberstleutnant befördert.
Ab 1909 wurde hier die Selzstellung als Außenforts in einem Umkreis von 26 km um Mainz errichtet, die die veralteten Festungswerke ersetzen sollte. Dieser vierte Festungsgürtel wurde notwendig, da die Artillerietechnik mittlerweile in der Lage war, 16 Kilometer weit zu schießen. 1912 kehrte er als Oberst und Abteilungschef in das Ingenieurkomitee zurück.
Ab August 1914 nahm Quassowski am Ersten Weltkrieg teil, wo er speziell im Festungs- und Stellungsausbau wirksam war und 1915 zum Generalmajor befördert wurde. 1916 erfolgte seine Berufung zum Präses des Ingenieurkomitees, womit er zugleich Präses der verkehrstechnischen Prüfungskommission wurde. 1918 stieg er zum Generalleutnant auf. Nach Kriegsende schied Quassowski 1919 aus dem militärischen Dienst. Seine besonderen Verdienste liegen in der Weiterentwicklung des militärischen Befestigungswesens, wofür er u. a. 1916 mit dem Roten Adlerorden II. Klasse mit Eichenlaub und Schwertern ausgezeichnet wurde.

### Familie
Seit 1889 war Quassowski mit Hermine (Herma) Therese Jung verheiratet. Sie war in Südbrasilien geboren worden und Tochter eines Kreuznacher Kaufmanns. Aus der Ehe ging der Ministerialrat und Genealoge Hans Wolfgang Quassowski (1890–1968) hervor. Seine Grabstätte befindet sich auf dem Südwestkirchhof Stahnsdorf.